# Aonidia paradoxa
Aonidia paradoxa är en insektsart som beskrevs av Karl Hermann Leonhard Lindinger 1911. Aonidia paradoxa ingår i släktet Aonidia och familjen pansarsköldlöss. Inga underarter finns listade i Catalogue of Life.